# Winfried Döring
Winfried Döring (* 11. März 1952) ist ein ehemaliger deutscher Fußballspieler.

## Sportlicher Werdegang
Döring spielte in der Jugend beim TV Grebenau und Eintracht Lollar, wo er auch seine ersten Schritte im Erwachsenenbereich machte. 1974 wechselte er zum VfB Gießen in die Oberliga Hessen und platzierte sich dort mit dem Klub im mittleren Tabellenbereich. Parallel machte er jedoch die Verantwortlichen des Deutschen Fußball-Bundes auf sich aufmerksam und wurde im März 1976 für einen Sichtungslehrgang der deutschen U-23-Auswahlmannschaft eingeladen. 1978 wechselte er innerhalb der dritten Liga zum Aufsteiger FSV Bergshausen, mit dem er in den Spielzeiten 1978/79 und 1979/80 – hinter seinem Mannschaftskameraden Jürgen Sievers, der mit 29 Treffern Torschützenkönig wurde, war er mit 19 Saisontoren vereinsintern zweitbester Torschütze – jeweils als Tabellenvierter zu überraschen wusste.
Im Sommer 1980 verpflichtete der KSV Hessen Kassel, der als Oberliga-Meister in die 2. Bundesliga aufgestiegen war, Döring als Verstärkung. Unter Trainer Rudolf Kröner war er auf Anhieb Stammspieler, mit vier Toren in 35 Spielen war der Klub maßgeblich am vierten Tabellenplatz am Ende der Spielzeit 1980/81 beteiligt. Da aufgrund der Einführung der eingleisigen 2. Bundesliga eigentlich die Ergebnisse der letzten drei Spielzeiten, in denen der Klub nur drittklassig angetreten war, aber auch die besten vier Mannschaften der abgelaufenen Saison einen Startplatz erhielten, bedeutete dies den Klassenerhalt mit einem Punkt Vorsprung auf den Tabellenfünften SSV Ulm 1846, der seinerseits den Gang in den Amateurfußball antreten musste. In der folgenden Saison war Döring zunächst ebenso Stammspieler, nach einer im Frühjahr 1982 zugezogenen Verletzung und der folgenden Zwangspause rutschte er jedoch im weiteren Saisonverlauf ins zweite Glied und kam erst in den abschließenden zwei Saisonspielen zu jeweiligen Kurzeinsätzen als Einwechselspieler.
Im Sommer 1982 wechselte Döring nach 60 Zweitligaspielen und zwei -toren in zwei Spielzeiten mit einem Zwei-Jahres-Vertrag ausgestattet innerhalb der zweithöchsten Spielklasse zum neben Kickers Offenbach und den Kasselern dritten hessischen Vertreter, dem Aufsteiger FSV Frankfurt. Nachdem er verletzungsbedingt den Auftakt der Zweitligasaison 1982/83 verpasst hatte etablierte er sich als Stammspieler und stand bei seinen 34 Saisoneinsätzen in der Startelf. Nach dem direkten Wiederabstieg des Klubs belegte er mit der Mannschaft in der Oberliga-Spielzeit 1983/84 den dritten Tabellenplatz. Anschließend verließ Döring den FSV und schloss sich dem Oberliga-Absteiger SG 01 Hoechst an, der neben ihm auch mit Holger Anthes weiter Profierfahrung zum Kampf um den Wiederaufstieg verpflichtete.